# Сукор
Сукор — горная вершина в Кош-Агачском районе Республики Алтай.

## Этимология
Сукор, Суу-Кыр  от (алт. Суу — вода, река, водный, речной; Кыр — гора, вершина) — водная гора, водная вершина.

## Описание
Гора Сукор доминирующая вершина одноименного горного массива, в районе села Чаган-Узун. Массив Сукор разделяет собой Чуйскую степь и Курайскую степь и не входит в состав близлежащих Южно-Чуйского и Курайского хребтов.